# Psychologie positive
Pour les articles homonymes, voir Psychologie (homonymie).
La psychologie positive est une discipline de la psychologie fondée officiellement en 1998 lors du congrès annuel de l'Association américaine de psychologie par son  président de l'époque, Martin E. P. Seligman (cf. son discours publié en 1999 dans le journal de l'APA, The American Psychologist). Cependant, la psychologie positive a des racines plus anciennes. La psychologie positive ne doit pas être confondue avec la pensée positive, une pseudo-science basée sur l'autosuggestion, faisant l'objet de nombreux best-sellers vendus à des millions d'exemplaires à travers le monde depuis les années 1950.
La psychologie positive s’intéresse surtout à la santé, à qualité de vie et au bien-être, à ce qui rend les humains résilients, heureux, optimistes, plutôt qu'aux sources des psychopathologies. L'hypothèse de la psychologie positive est qu'en étudiant pourquoi et comment certains animaux et certaines personnes surmontent mieux que d'autres les difficultés de la vie, il sera possible de trouver des moyens de développer ces qualités chez tout un chacun. Son objectif est de promouvoir l’épanouissement (en anglais, flourishing) et l’accomplissement de soi (en anglais, fulfillment), au niveau individuel, groupal et social. La psychologie positive « étudie ce qui donne un sens à la vie », selon son fondateur, Martin E. P. Seligman. C'est l’étude des forces, du fonctionnement optimal et des déterminants du bien-être.
Ce domaine de la psychologie s'inscrit ainsi dans la tradition de la psychologie expérimentale dont elle utilise les méthodes, basées sur la validation d'hypothèses, et elle se rapproche dans ses concepts de la psychologie humaniste (dont elle diffère surtout par ses méthodes). Ses concepts et méthodes peuvent aussi emprunter à d'autres disciplines de la psychologie, des neurosciences et des sciences humaines.  
La psychologie positive a rapidement connu un franc succès auprès du grand public. Elle offre de nombreuses pistes de développement de soi sur des thèmes universels (joie de vivre, succès, etc.).
Cependant, la discipline est dénoncée par de nombreux chercheurs comme une pseudo-science et fait l'objet de divers critiques. Sur le plan éthique, il lui est opposé, d’une part, une réappropriation de concepts, théories et méthodes existants dans d'autres branches de la psychologie ou dans le domaine des soins spirituels (spiritual care) et, d’autre part, son application pratique dans le secteur militaire. Sur le plan théorique, la dichotomie qu’elle opère entre les processus négatifs et positifs est considérée trop réductrice, voire erronée . Sur le plan thérapeutique, la nouveauté et l’efficacité des méthodes de la psychologie positive sont également questionnées.

## Histoire
La psychologie positive a officiellement commencé aux États-Unis, en 1998, par le discours de Martin Seligman, nommé président de l’Association américaine de psychologie (APA) lors du congrès annuel de cette association. Martin E. P. Seligman, a déclaré que la psychologie avait concentré ses efforts sur la maladie mentale de façon trop exclusive, négligeant l'autre extrémité du spectre, soit le fonctionnement optimal, le sens et le bonheur. Par ses arguments et son influence (création de prix, de fonds de recherche et de revues savantes), Seligman a ouvert la voie à de nombreuses recherches dédiées à mieux comprendre la nature et les déterminants de l’épanouissement humain.
Cependant, la psychologie positive a des racines plus anciennes. Certains de ses principes remontent aux conceptions d'Aristote d'une nature humaine bonne et basée sur les vertus.
Le concept de « pensée positive » a été créé par Norman Vincent Peale, né le 31 mai 1898 à Bowersville et mort le 24 décembre 1993 à Pawling (New York), pasteur chrétien et écrivain américain, spécialisé dans les questions psychologiques.
Les psychologues humanistes, Carl Rogers (1959) et Abraham Maslow (1968), ont développé la psychologie humaniste pour se différencier de la psychanalyse et des behavioristes, et proposer des approches thérapeutiques basées sur les ressources psychologiques de leurs clients, plutôt que sur leurs faiblesses, dysfonctionnements et pathologies . Le terme de psychologie positive apparaît chez Maslow, en 1954, dans son livre Motivation and Personality dont le dernier chapitre s'intitule Vers une psychologie positive. Il semblerait que depuis les années 1950, les psychologues se préoccupaient de plus en plus de la promotion de la bonne santé mentale et non pas seulement le traitement des maladies mentales, et que la psychologie positive formalise un mouvement de pensée déjà existant et grandissant,.
Le champ s'est développé et organisé comme en témoigne la mise sur pied en 2007 de l’Association internationale de psychologie positive, en 2010 de l’Association française et francophone de psychologie positive et, en 2012 de l’Association canadienne de psychologie positive.
Les recherches dans le domaine, et l'intérêt pour ce domaine en général, ont connu une véritable explosion. Déjà, en 2005, plus de cinquante groupes de recherche impliquant plus de 150 universitaires dans diverses régions du monde s’intéressaient à ces thématiques. Plusieurs dizaines d’universités américaines et européennes dispensent des cours sur la psychologie positive. L’engouement constaté dans les milieux académiques et dans la culture populaire a fait l’objet d’études systématiques. À titre d’exemple, les recherches publiées annuellement sur le bonheur sont passées d’environ 200 pour l’année 1990-91 à plus de 1000 pour l’année 2008-2009.  Pour la résilience, on est passé d'environ 100 à près de 1 600 pour les mêmes années.  Pour les forces de caractère, on est passé d'environ 100 à 800 publications, toujours lors de la même période.

## Thèmes de recherche
Les thèmes de recherche fréquents dans la littérature scientifique de ce courant,, sont :
- Forces de caractère (sagesse, humour, curiosité, persévérance, créativité, intelligence émotionnelle),
- Émotions positives et gratitude,
- Sens à la vie et engagement vers un but,
- Relations saines, empathie et compassion,
- Motivation,
- Expérience optimale,
- Espoir et optimisme,
- Présence attentive, pleine conscience,
- Bonheur, bien-être, satisfaction, résilience (ses déterminants),
- Auto-détermination, auto-efficacité.

## Méthodes de recherche
Seligman, fondateur de la psychologie positive en tant que nouvelle discipline de l’APA, a souhaité dès sa mise en place, que la psychologie positive soit une discipline validée par des recherches empiriques. Bien que certains de ses concepts, tels que les valeurs ou encore la morale, puissent être relatifs ou subjectifs, la discipline s’appuie néanmoins le plus souvent possible sur les méthodes scientifiques (voir section critique, ci-dessous, pour une discussion des limites de cette approche en psychologie).
Les méthodes utilisées en psychologie positive sont celles des psychologies scientifiques (voir psychologie expérimentale) mais aussi des neurosciences (par exemple l'imagerie cérébrale), des sciences humaines (sociologie, histoire), ou encore de l'économie (par exemple études de corrélations entre PIB et bonheur dans les études sur le bien-être psychologique et la pauvreté économique). Les méthodes utilisées sont diverses mais ont en commun de chercher à se baser sur le recueil de données objectivement mesurées. Les données doivent être publiées de manière transparente, répondre aux critères éthiques de l’APA et publiées dans des revues à comité de lecture scientifique.

### Développement d'échelles de mesure centrées sur le fonctionnement optimal
La construction d’une échelle de mesure scientifique est un processus complexe qui doit répondre à des critères scientifiques de validité et de fiabilité. C’est en cela que les échelles scientifiques se distinguent des tests de personnalité dans la presse grand public.
La psychologie s’étant majoritairement intéressée aux aspects de souffrance de l’être humain, une grande partie des outils de mesure était conçu pour évaluer les difficultés ou les troubles psychologiques (anxiété, dépression…). Le courant de la psychologie positive a ainsi permis le développement d’échelles de mesure centrées sur les facettes fonctionnelles et optimales de l’être humain (par exemple : l’optimisme, la satisfaction de vie, le bien-être, la gratitude, les forces de caractère…).
De manière plus précise encore, Christopher Peterson (en) s'est attaché dans ce cadre, autour des années 2000, aux aspects positifs et dynamiques du caractère ou de la personnalité et, ne retenant que les plus universels regroupés autour de six vertus, a conçu un questionnaire pour en mesurer l'intensité : questionnaire Valeurs In Actions, le VIA-IS composé de 120 items, soit 5 pour chacune des 24 forces identifiées et retenues.

### Évaluation de l’efficacité des interventions de psychologie positive
La psychologie positive s'inscrivant dans une démarche scientifique, elle cherche à évaluer l'efficacité des interventions et des pratiques.
Depuis 2009, 9 méta-analyses ont été publiées sur la psychologie positive. La méta-analyse publiée en 2020 par Alan Carr et ses collaborateurs rassemble 347 études incluant plus de 72 000 participants. Elle conclut à une efficacité des interventions de psychologie positive sur l’amélioration du bien-être et de la qualité de vie, ainsi que sur la diminution des symptômes de dépression, d’anxiété et de stress.

## Découvertes scientifiques (par thème)

### Différences culturelles dans les niveaux de bien-être psychologique (bonheur, qualité de vie)
Les études dans ce domaine sont nombreuses.
Par exemple, dans leur étude publiée en 2002, Eunkook M. Suh et Shigehiro Oishi ont examiné les différences interculturelles de bien-être (ou bonheur). Ils ont observé plus de 6 000 étudiants de 43 pays et mesuré leur satisfaction de vivre. Les Chinois obtenaient les scores les plus bas (3,3) et les Néerlandais les scores les plus élevés (5,4) sur une échelle de 7 points. Quand on demandait aux étudiants de quantifier le niveau de bien-être idéal, les Chinois le situaient à 4,5 (soit le plus bas) et les Brésiliens au niveau le plus élevé de 6,2 sur une échelle de 1 à 7 points. L'étude avait trois conclusions principales : (1) les personnes qui vivent dans les sociétés individualistes sont plus heureuses que celles des sociétés collectivistes, (2) les attributs psychologiques référençant l'individu sont plus pertinents pour les Occidentaux, (3) l'auto-évaluation des niveaux de bonheur dépend des différents indices et expériences de sa propre culture.

### Personnalité
Une personnalité émotionnellement équilibrée (par opposition à une personnalité troublée) corrèle[Quoi ?] avec le bonheur. La stabilité émotionnelle résulte d'une protection contre des émotions négatives et prédit une intelligence sociale plus élevée. Elle aide la gestion des relations avec autrui (source conséquente du sentiment de bonheur).
Pour la même raison, l'extraversion peut correspondre au bonheur, par l'établissement de relations et groupes de soutien. La plupart des théories de la personnalité disent que les personnes avaient une part de contrôle sur leurs comportements et cognitions à long terme.

### Génétique
Quelques études génétiques indiquent que ce sont des gènes de la personnalité (en particulier l'extraversion, le névrosisme et de la conscience) et un facteur général reliant tous les cinq traits qui expliquent l'héritabilité du bien-être subjectif.
Une étude suggère une origine génétique au bien-être psychologique _ le 5 HTT-gène.

### Succès et réussite
La plupart des gens croient que la réussite dans divers domaines entraîne le bonheur.  Or, l’inverse est aussi vrai : le bien-être favorise le succès. Une compilation de 225 articles scientifiques (méta-analyse) totalisant 275 000 participants le confirme (Lyubomirsky,  King, et  Diener, 2005). L’étude aborde diverses formes de succès, dont la réussite conjugale, le succès professionnel, la santé,  la longévité, etc. À titre d’exemple, une personne chez qui on mesure un plus grand niveau de bien-être aujourd’hui aura statistiquement de plus grandes probabilités de développer dans le futur une relation de couple satisfaisante et durable.  Par ailleurs, d’autres bénéfices du bien-être ont été établis par la recherche: des comportements plus prévenants envers les autres, une plus grande maîtrise de soi,  davantage de créativité, une plus grande persistance dans les situations difficiles, des relations plus satisfaisantes, une remise sur pied plus rapides lors de maladie, etc. (Boniwell, 2013, p. 61). En somme, être heureux n’est pas simplement une sensation agréable, mais ça augmente les chances d’avoir une vie productive et de contribuer socialement.
La psychologie positive ne s’intéresse pas uniquement au plaisir, à l’évitement de la douleur ou à la prépondérance d’émotions agréables (bien-être hédonique), mais aussi au dépassement de soi, à l’actualisation de soi et à l’investissement dans des causes sociales (bien-être eudémonique), même si ça implique des moments désagréables et des restrictions du bonheur immédiat dans le processus (Huta, 2013a et b).

## Théorie

### Trois niveaux d’étude de l’être humain: personnel, interpersonnel, social
La psychologie positive est « l’étude des conditions et processus qui contribuent à l’épanouissement ou au fonctionnement optimal des gens, des groupes et des institutions » . Comme cette définition l’indique, il ne s’agit pas d’une conception égocentrique, caractérisée par la quête quasi exclusive de l’épanouissement et du développement personnel. En effet, la psychologie positive ne prend pas seulement en compte la personne humaine en tant qu’individu, mais aussi en tant qu’être en relation avec les autres, inséré dans un tissu social. Elle concerne donc également les relations interpersonnelles et les questions sociales, voire politiques. Ainsi, la psychologie positive peut tout aussi bien concerner l’épanouissement des élèves d’un collège, les bonnes relations au sein d’une équipe de travail ou encore le mode de communication entre diplomates élaborant un traité de paix.
C’est précisément la catégorisation adoptée par le premier ouvrage de synthèse francophone intégralement consacré à la psychologie positive, Introduction à la psychologie positive, travail collectif de vingt-trois auteurs universitaires dont le contenu se consacre à des thèmes aussi divers que :
- les émotions positives, l’optimisme, la motivation, le sens de l’existence, etc. (niveau personnel)
- l’empathie, la gratitude, la vie de couple, etc. (niveau interpersonnel)
- la réconciliation après des conflits meurtriers, la justice restauratrice, la psychologie communautaire, etc. (niveau social)

## Applications
La psychologie positive porte sur des thèmes traditionnels comme ceux de la connaissance de soi, de la spiritualité ou plus simplement de l'attention aux motivations ou à l'estime de soi. Elle présente aussi des affinités avec les psychothérapies, dont notamment les psychothérapies cognitivo-comportementales, auxquelles se rattachent des techniques telles que la gestion des émotions et la logothérapie (thérapie par le sens)[réf. nécessaire].

### Optimisme, bien-être et santé physique
La psychologie positive a été mise en question quant à son impact sur la santé physique. Dans les croyances populaires, bien des gens pensent qu’une attitude positive aide à recouvrer la santé physique. Cependant, la relation entre bonne santé physique et bonne santé mentale est complexe. Les personnes en bonne santé physique sont statistiquement plus heureuses et optimistes que les autres. Cependant, une relation inverse n'est pas démontrée, ni par des études épidémiologiques de grande ampleur, ni par des interventions (par exemple, les études explorant les liens entre survie au cancer et bien-être psychologique sont très nombreuses, mais ne montrent pas de résultats concluants).

## Critiques de la discipline «psychologie positive»
La psychologie positive en tant que discipline de la psychologie a fait l'objet de critiques à plusieurs niveaux.

### Sur le plan éthique
Dès sa création, on a reproché à la discipline d'emprunter des concepts et des méthodes ayant été développés avant l'avènement de la discipline et de se les réapproprier. La question de savoir s'il s'agit d'une bonne pratique éthique est posée. En effet, sur le plan théorique, la psychologie positive emprunte beaucoup aux pionniers de la psychologie humaniste et à son fondateur Abraham Maslow. De plus, des emprunts à d'autres disciplines de la psychologie sont régulièrement faits en matière de thérapie. Par exemple, James Coynes dans un article qu'il publie sur le blog PLOS, critique une récente méta-analyse menée par des psychologues positivistes (Sin and Lyubomirsky) qui incluent la mindfulness parmi les techniques thérapeutiques. Or la mindfulness (Pleine Conscience) a été développée et étudiée bien avant 1998 (méthode de gestion du stress par des techniques de relaxation inspirées des techniques de méditation orientales, cf. Jon Kabat-Zinn et Pleine Conscience). Il ajoute que la même remarque vaut pour d'autres techniques comme life review therapy, la forgiveness therapy ou encore la Thérapie cognitive contre la dépression de Aaron Beck : ces  thérapies n'ont pas été créées par les psychologues positivistes mais qu'ils se réapproprient. Il est courant que les questions de psychologie croisent plusieurs disciplines (par exemple, l'étude des différences interculturelles entre niveau de bonheur en fonction des revenus est du domaine de la psychologie positive, de la psychologie interculturelle et de l'économie). Mais le problème posé ici est différent. Il est éthique parce que, en tant que discipline, la psychologie positive a développé ses propres associations, journaux, et a bénéficié de ressources financières dépendantes de ses publications et de ses succès. La question de la réappropriation de résultats par d'autres disciplines de la psychologie pose un problème puisqu'elle pourrait permettre à la discipline de s'approprier des fonds qu'il n'est pas prouvé qu'elle mérite.
Le fondateur de la discipline, Seligman, a été impliqué dans une controverse concernant ses interactions avec des membres de la CIA pratiquant la torture. Il aurait collaboré à partir de 2001 avec l'administration américaine de George W. Bush et aurait reçu un contrat financier pour sa collaboration en 2002. Dans la mesure où il a passé une grande partie de sa carrière à étudier comment les animaux et les humains peuvent résister (ou non) à diverses situations qui engendrent la détresse, le désespoir, le renoncement à la lutte pour la survie, et la dépression (le learned helplessness en anglais, ou Impuissance apprise : la perte de la volonté qui résulte d'une exposition prolongée à une situation tragique et qui semble sans issue), ses découvertes peuvent en effet être utilisées à des fins malveillantes. On a ainsi reproché à Seligman, le fait que ses résultats pouvaient aider des militaires à améliorer les méthodes de torture visant à détruire psychologiquement les prisonniers de guerre en augmentant leur détresse et leur désespoir. Cette controverse fit grand bruit dans la presse américaine,,. L'association américaine de psychologie (APA) fut alors critiquée pour son absence d'éthique suffisamment sévère. Tandis qu'en 2006, l'association américaine de psychiatrie puis celle de médecine interdisaient à leurs membres toute participation au programme gouvernemental impliquant la torture, une telle interdiction n'arriva qu'en 2012 à l'APA.

### Sur un plan théorique
Tandis que la psychologie positive a été conçue pour diversifier l’approche psychologique et prendre en considération les approches de l’humain comme moralement et socialement bon et contrebalancer l’approche trop pathologique qui dominait, ses opposants lui reprochent le risque d’une approche trop positive et qui manquerait d'équilibre et de complexité. Ses critiques rappellent que l’individu est beaucoup plus complexe qu’une dichotomie bon-mauvais ne le suggère, et qu'une approche positive ne peut être que très incomplète .
Les théoriciens tout comme les praticiens reprochent aux tenants de la psychologie positive cette dichotomie 'positif-négatif' car elle suggère que les expériences déplaisantes et douloureuses (physiquement et psychologiquement) sont à éliminer, alors qu'elles sont des réactions automatiques, normales et même souvent utiles. Ainsi beaucoup des réactions classées comme « négatives » (par la psychologie positive), telles que le pessimisme, l'anxiété, le deuil, la tristesse, le sentiment de solitude, la peur, etc. sont des réactions normales qui protègent de certaines pathologies et de réactions pathologiques plus graves, permettant parfois de prendre de meilleures décisions, ou mettant l'organisme (physique et mental) dans un état permettant de récupérer des forces (résistance au stress, défenses psychologiques plus fortes) .
Par exemple, tandis que les humeurs positives ont des avantages (énumérés ci-dessus), les humeurs négatives et pessimistes ont aussi leurs avantages sur certaines prises de décision. En particulier, elles diminuent les prises de risque, ce qui est avantageux dans toute situation de danger, par exemple dans les décisions de certains métiers où la vie d'autrui est engagée, ou encore les comportements des personnes souffrant de faiblesse et maladies chroniques (voir revue par Chang et Norem, 2002 ).
Une autre faiblesse théorique est que les hypothèses de la psychologie positive manquent de précision. Ainsi, la psychologie positive fait l'hypothèse que l'optimisme joue un rôle positif dans le succès marital. Or, lorsqu'ils soumettent cette hypothèse à l'épreuve empirique, James McNulty et Fincham démontrent que : « 4 ostensibly positive processes—forgiveness, optimistic expectations, positive thoughts, and kindness—can either benefit or harm well-being depending on the context in which they operate ». Les modèles de psychologie positive demandent donc à faire l'objet de révisions : Les bénéfices des processus positifs dépendent des contextes ; et les auteurs exhortent à cesser de classer les traits psychologiques et les processus psychologiques en positif ou négatif.
Sur le plan de l'approche expérimentale choisie par la psychologie positive, Rathunde note qu’un des risques d’une approche exclusivement expérimentale et objective, serait de passer à côté de l’expérience subjective également riche en enseignements et qui passe par le discours. Cette approche a été tenue par des pionniers de la psychologie comme James, Dewey et Maslow (cité dans l'ouvrage collectif de Linley ).
Dans Smile or Die (2009), l’auteure américaine Barbara Ehrenreich mettait en garde contre l’intériorisation à outrance des problèmes de vie que proposent la psychologie positive et le développement personnel : « Si la psychologie positive dit vrai, à quoi bon plaider en faveur de meilleurs métiers, de meilleures écoles, de quartiers sûrs ou d’une couverture santé universelle ? ».

### Sur le plan de l'efficacité thérapeutique
Bien que la psychologie positive ait connu un succès immédiat auprès du grand public et des médias, ses bases empiriques et son efficacité thérapeutique restent à développer et font donc l’objet de nombreuses controverses et discussions. Les sociologues Edgar Cabanas et Eva Illouz, auteurs de Happycratie : Comment l'industrie du bonheur a pris le contrôle de nos vies mettent ainsi en garde contre ce qu'ils décrivent comme une pseudo-science : 

« Le bonheur se construirait, s’enseignerait et s’apprendrait : telle est l’idée à laquelle la psychologie positive prétend conférer une légitimité scientifique. Il suffirait d’écouter les experts et d'appliquer leurs techniques pour devenir heureux. L’industrie du bonheur, qui brasse des milliards d’euros, affirme ainsi pouvoir façonner les individus en créatures capables de faire obstruction aux sentiments négatifs, de tirer le meilleur parti d’elles-mêmes en contrôlant totalement leurs désirs improductifs et leurs pensées défaitistes.
Mais n'aurions-nous pas affaire ici à une autre ruse destinée à nous convaincre, encore une fois, que la richesse et la pauvreté, le succès et l’échec, la santé et la maladie sont de notre seule responsabilité ? »

James Coynes décrit des biais méthodologiques majeurs dans la méta-analyse portant sur les interventions de psychologie positives publiée par Sin et Lyubomirsky. D'après l'auteur, la méta-analyse de Sin et Lyubomirsky ne suit pas assez rigoureusement les critères AMSTAR, critères publiés et qui dressent une liste des conditions nécessaires à la publication de méta-analyses de qualité dans le milieu médical. Pour modérer cet argument, depuis la première méta-analyse de Sin et Lyubomirsky en 2009, 6 autres méta-analyses ont été publiées, dont celle de Alan Carr et ses collaborateurs en 2020 qui présente un score AMSTAR bien plus élevé.
Les opposants de la psychologie positive ont peur que la psychologie positive crée des attentes impossibles, car il n’est simplement pas possible de se sentir bien et heureux tout le temps. Une société trop aliénée par la « pensée positive » souffrirait d’un manque de sincérité. Un discours poussant l’individu à être positif peut générer un stress et une culpabilité chez les personnes qui penseront être anormales lorsqu’elles feront l’expérience de sentiments douloureux. Il ne s’agit pas de devenir aliéné par la tyrannie de l’optimisme (Seligman, 1990).
Voici quelques critiques et mises en garde tirées de l'ouvrage collectif cité ci-dessus :
- « Une attitude particulièrement regrettable consisterait à détourner la psychologie positive de son objectif en la transformant en norme sociale. Il y aurait alors grand risque de tomber dans le piège que certains qualifient de "tyrannie de l’attitude positive" » (p. 6)
- « Le bénéfice de l’optimisme est avéré, mais le pessimisme modéré a également ses vertus, pour peu que l’on circonscrive les conditions de son expression. Le pessimisme est un facteur potentiel de préparation à l’action qui participe également au bien-être psychologique lorsque les personnes ont mis en œuvre les moyens d’action utiles pour éviter l’apparition d’un événement négatif. » (p. 47).

## Distinction entre psychologie positive et pensée positive
La « psychologie positive » et la « pensée positive » ont des origines tout à fait différentes. La psychologie positive, est un domaine de la psychologie, reconnu et développé par des psychologues professionnels, qualifiés. Le domaine se construit sur la base des recherches scientifiques publiées dans des revues révisées par les pairs (donc conformes aux pratiques acceptées dans la communauté scientifique).
En revanche, « pensée positive » repose plutôt sur des ouvrages populaires et ne sont pas validés scientifiquement. Par exemple, La Puissance de la pensée positive paru en 1952 est un classique du genre dont l’auteur, Norman Vincent Peale, était un pasteur protestant. « Le secret » constitue un autre exemple plus récent d'ouvrage populaire, écrit par Rhonda Byrne, une productrice de télévision. Ces ouvrages ont eu un immense rayonnement, mais n’ont aucun fondement solide en psychologie scientifique.
Certaines critiques de la psychologie positive seraient attribuables à cette confusion entre la psychologie positive et la pensée positive. Dans sa foire aux questions (à l'intention du grand public), le Positive Psychology Center de l'Université de Pennsylvanie dissipe la confusion :
« La psychologie positive est-elle assimilable à la pensée positive ? La psychologie positive se différencie de la pensée positive sur trois points importants. Premièrement, la psychologie positive repose sur des études scientifiques empiriques et reproductibles. Deuxièmement, la pensée positive nous incite à être positif partout et tout le temps, ce que la psychologie positive ne fait pas. La psychologie positive reconnaît que, malgré les avantages de la pensée positive, parfois la pensée négative ou réaliste est pertinente. Les études mettent en évidence que l'optimisme est associé à une meilleure santé, à la performance, la longévité et le succès social, mais il y a des preuves que, dans certaines situations, la pensée négative permet de réaliser des estimations plus justes, plus exactes, ce qui peut avoir des conséquences importantes. La pensée optimiste peut être associée à une sous-estimation des risques. »
De l'ouvrage collectif déjà cité ci-dessus : 
- « La psychologie positive ne doit pas être confondue avec une psychologie naïve qui annihilerait tout sentiment de blues et d’inquiétude. (…)  Elle n’est donc pas une méthode Coué d’auto-persuasion selon laquelle "tout va pour le mieux dans le meilleur des mondes" » (p. 104).

## Ressemblances et distinctions entre psychologie positive et psychologie humaniste
La « psychologie positive » et la « psychologie humaniste » ont en commun leur intérêt sur les forces et ressources, le développement optimal et l'épanouissement humain (par contraste avec d'autres approches qui s'intéressent historiquement d'abord aux pathologies, comme la psychanalyse et la psychothérapie cognitivo-comportementale). En ce sens, certains considèrent la psychologie positive comme un retour ou un prolongement de l'approche humaniste.
La psychologie positive diffère toutefois par les méthodes qu'elle utilise. Seligman souligne l’importance de la recherche scientifique conventionnelle dans le développement des connaissances. Or les psychologues humanistes adoptent une conception de la science plus ouverte comme le Constructivisme (épistémologie) et recourent davantage aux méthodes qualitatives (par exemple la recherche-action, la théorie ancrée), etc. Ces méthodes permettent de mieux capter la diversité liée aux personnes rencontrées sur le terrain; elle est plus proche de la réalité du thérapeute. Ces méthodes sont cependant moins rigoureuses sur un plan purement quantitatif.
En somme, malgré des intérêts en commun, la psychologie positive et la psychologie humaniste demeurent deux mouvements distincts avec des méthodologies différentes et des associations, des organisations, des journaux qui leur sont propres. 

## Associations et centres de recherche

### LePositive Psychology Center
Le Positive Psychology Center a été fondé par Martin E.P. Seligman. Cet organisme sans but lucratif étudie et valorise trois dimensions dans leurs composants favorables au bonheur : les émotions et autres expériences subjectives positives ; les traits de caractère et comportements associés ; les organisations sociales, valeurs et pratiques associées. En raison de la généralité de cette approche humaniste, débordant le domaine de la psychologie sous plusieurs aspects, la psychologie positive est portée à se considérer comme la base d'une science du bonheur. Le premier congrès s'est tenu à Washington en 2006.
Pour le Positive Psychology Center, les vertus et forces morales mises en avant sont : amour et travail, courage, compassion, résilience, créativité, curiosité, intégrité, connaissance de soi, modération, contrôle de soi, sagesse.
Les valeurs collectives et idéaux sociaux sont : justice, responsabilité, civisme, parentalité, soutien, éthique professionnelle, leadership, esprit d'équipe au travail, projet et tolérance.

### L'Association Française et francophone de Psychologie Positive (AFFPP)
L'Association Française et francophone de Psychologie Positive (AFFPP) est une association loi de 1901 et sans but lucratif, associée à la Société française de psychologie (SFP) et appuyée par l’Association internationale de psychologie positive / International Positive Psychology Association (IPPA) et le Réseau européen de Psychologie Positive / European Network for Positive Psychology (ENPP).
Sa vision est d’améliorer la santé psychologique grâce à la recherche et à l’application de la psychologie positive à travers la France. Elle représente des chercheurs et des universitaires engagés dans le domaine de la psychologie positive, ainsi que des acteurs de la société civile (psychologues, thérapeutes, enseignants, éducateurs, dirigeants, managers, avocats, coachs..) engagés dans l'application de la psychologie positive dans leurs domaines respectifs.

#### Ouvrages
Classement par ordre chronologique
- (en) Martin E. P. Seligman (2002). Authentic Happiness, New York, Free Press.
- (en) Charles R. Snyder et Shane J. Lopez (2002). Handbook of Positive Psychology, Oxford, Oxford University Press.
- (en) Christopher Peterson et Martin E. P. Seligman (2004). Character Strenghts and Virtues - A Hanbook and Classificatio, New York, Oxford University Press.
- Mihaly Csikszentmihalyi (2004). Vivre - La psychologie du bonheur, Paris, Robert Laffont.
- Lucie Mandeville (2005). La psychologie positive : Présentation. Revue québécoise de psychologie, 26(1) p. 9-22.
- (en) Charles Martin-Krumm, Philippe Sarrazin et Christopher Peterson (2005). The moderating effects of explanatory style in physical education performance : A prospective study. Personality and Individual Differences, 38, 1645-1656.
- Jean Cottraux (2007). La force avec soi. Pour une psychologie positive, Paris, Odile Jacob.
- Sonja Lyubomirsky (2008).  Comment être heureux et le rester - Une méthode scientifiquement éprouvée, Paris, Flammarion.
- Lucie Mandeville, Laurence D’Arcy-Dubois, Marie-Eve Labrecque et Léandre Bouffard (2008). Dix ans de psychologie positive. Revue québécoise de psychologie, 29(3) p. 249-262.
- Jacques Lecomte (2009). Introduction à la psychologie positive, Dunod ; Réed. 2014
- Firouzeh Mehran  (2010). Psychologie positive et personnalité, Issy-les-Moulineaux, Elsevier Masson.
- Renaud Gaucher (2010). La psychologie positive ou l'étude scientifique du meilleur de nous-mêmes, Paris, L'Harmattan.
- Ilios Kotsou et Caroline Lesire (2011). Psychologie positive: le bonheur dans tous ses états (avec la collaboration de Matthieu Ricard, Christophe André, Jacques Lecomte), Genève, Éditions Jouvence.
- Charles Martin-Krumm et Cyril Tarquinio (2011). Traité de Psychologie Positive : Fondements théoriques et implications pratiques, Bruxelles, De Boeck.
- Ilona Boniwell (2012).  Introduction à la psychologie positive - Science de l'expérience optimale.  Paris : Payot.
- Shawn Achor (2012). Comment devenir un optimiste contagieux, (trad. Odile Van de Moortel), (préf. Florence Servan-Schreiber), Belfond, coll. « L’Esprit d’ouverture ».
- (en) Bridget Grenville-Cleave (2012). Positive psychology - A practical guide.  London : Icon Books.
- Cécile Neuville  (2013). Le secret du bonheur permanent, nouvelle méthode de psychologie positive appliquée, Paris, Éditions Quotidien malin.
- Miriam Akhtar (2014). La psychologie positive : Pour vaincre la dépression et développer sa force intérieure, Le Courrier du livre
- Martin E. P. Seligman (2015) Pratiquer la psychologie positive au quotidien - Pour mener une vie heureuse, InterEditions, Paris.
- Charles Martin-Krumm, Sonja Lyubomirsky et S. Katherine Nelson (2015). Psychologie positive et adaptation : Quelle contribution ? In Elisabeth Spitz et Cyril Tarquinio, Psychologie de la Santé : Théories de l’adaptation, Bruxelles, De Boeck.
- Edgar Cabanas et Eva Illouz (2018). Happycratie. Comment l'industrie du bonheur a pris le contrôle de nos vies, Premier Parallèle.
- Léandre Bouffard (2019). Homo beatus : Petite somme sur la science du bonheur, Paris, Persée.
- Michel Hansenne (2021). La face cachée de la psychologie positive, Mardaga, Bruxelles.

#### Documentaire
- [vidéo][Production de télévision] « Le business du bonheur », Jean-Christophe Ribot (réalisation), Claire Alet et Jean-Christophe Ribot (écriture), Gaëlle Guyader (production), Cédric Defert (montage), Jean-Christophe Chevenal (musique), Lison Riess (narration) sur Arte, 2022, 88 min (consulté le 20 août 2024)